# Batalha de Anegawa

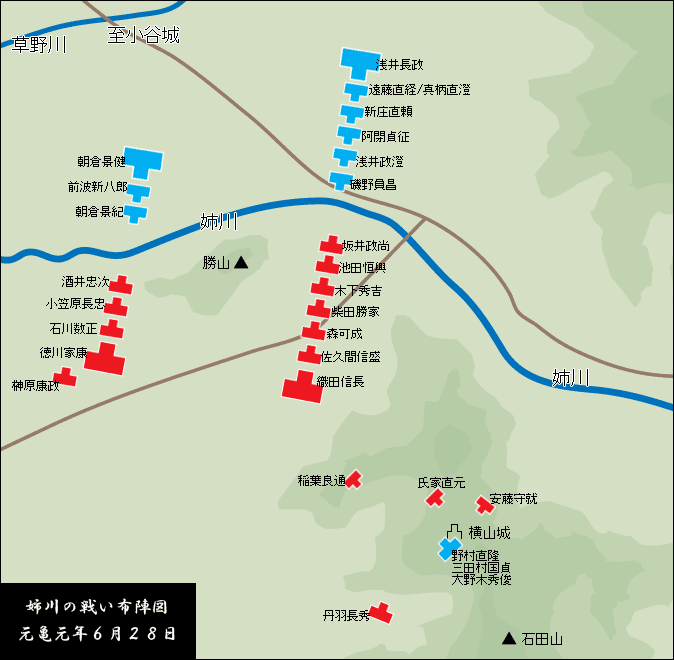
Azul: Azai (leste) e Asakura (oeste). Vermelho: Oda (leste), Tokugawa (oeste) e Inaba (sudeste)

A Batalha de Anegawa (い 川 の の いAnegawa no Tatakai) ocorreu em 30 de julho de 1570, com conflito entre o Clã Oda e Azai, durante o período sengoku do Japão. 
Em 1564, Nobunaga Oda, que recentemente teve sua jovem irmã Oichi casada com um guerreiro do Clã Azai, chamado Nagamasa Azai, pensou que só porque ele se casou com sua irmã, o Clã Asakura tinham que obedecer as ordens de Nobunaga, mas Yoshikage Asakura, líder do Clã Asakura se negou. Em 1570, Oda Nobunaga declarou guerra à família Asakura de Echizen. Os Asakura e Azai foram aliados desde o tempo do avô de Nagamasa. Esta guerra repentina entre dois aliados do clã Azai teria dividido o clã. Muitos retentores queriam honrar a aliança com o Asakura, enquanto o próprio Nagamasa teria preferido manter-se neutro, essencialmente apoiando Nobunaga. No final, o clã Azai escolheu honrar a aliança de gerações com o Asakura e veio em seu auxílio. Inicialmente, essa decisão causou o exército de Nobunaga, que estava marchando sobre as terras de Asakura para recuar para Kyoto. No entanto, dentro de alguns meses as forças de Nobunaga estavam novamente em marcha, mas desta vez eles marcharam para terras do Azai.
A batalha ocorreu perto do Lago Biwa na província de Ōmi, Japão, entre as forças aliadas de Oda Nobunaga e Tokugawa Ieyasu, contra as forças combinadas de Azai Nagamasa e Asakura Yoshikage. É notável como a primeira batalha que envolveu a aliança entre Nobunaga e Ieyasu, libertou o clã Oda de sua aliança desequilibrada com o Azai, e viu o prodigioso uso de armas de fogo de Nobunaga. O fiel fiel de Nobunaga, Toyotomi Hideyoshi foi designado para liderar tropas em batalha aberta pela primeira vez. A batalha veio como uma reação aos cercos de Oda Nobunaga dos castelos de Odani e Yokoyama, que pertenciam aos clãs Azai e Asakura .
As forças de Oda e Azai se enfrentaram perto do Rio Ane próximo ao Castelo Yokayama, mesmo em desvantagem o clã Azai, lutou bem chegando a derrotar alguns generais o clã Oda, mas a situação mudou quando Oda Nobunaga enviou Inaba Ittetsu para atacar ao Castelo Yokoyama, as tropas do clã Azai, se moveram para proteger o castelo, mas acabaram perdendo o castelo para Hashiba Hideyoshi, Já o clã Asakura enfrentou o clã Tokugawa, Ieyasu lançou sua segunda linhas de tropa sob o comando de Honda Tadakatsu e Sakakibara Yasumasa que cercaram as tropas de Asakura Kagetake que conseguiu fugir. Com seu exercito cercado, Yoshikage resolveu recuar, voltando para Echizen, O guerreiro do clã Asakura, Makara Jūrōzaemon junto com seu filho Naomoto, ficaram para proteger a retirada do seu clã, porém eles morreram. Nagamasa após saber da retirada do clã Asakura, se viu em uma situação onde não poderia vencer, já que as tropas do clã Tokugawa estariam a caminho para reforça o clã Oda, então ele resolveu fazer uma ataque direto ao campo principal do Oda, mas antes ele moveu Oichi e quase toda a sua tropa ao Yokoyama para tentar recupar o castelo, enquanto ele ia ao campo de Nobunaga, para mata-ló, chegando lá ficou cara a cara com Nobunaga. Ele lutou bravamente , mas Nobunaga conseguiu derrotar Nagamasa facilmente, pois este estava cansado de batalhas anteriores. 
Nagamasa conseguiu recuar, Oichi não conseguiu recuperar o castelo, ambos voltaram para Odani, mesmo com a derrota o clã Azai sobreviveu por mais 3 anos, até a ultima batalha contra o clã Oda, no Cerco de Odani Castelo. 